# BMW R 1150 ST
Die BMW R 1150 ST ist ein halbverkleidetes Motorrad der Marke BMW mit einem Zweizylinder-Boxermotor. Sie wird gebaut auf Basis der Naked Bikes R 1150 R oder der Rockster und ist somit kein offizielles BMW-Modell. Die Modifikation erfolgt mit speziell angefertigten Verkleidungsteilen der Firma Gimbel auf Basis der Suzuki GSF 1200. So entsteht ein Schwestermodell, welches sich in die Modellreihe zwischen der R 1150 R und der R 1150 RS einfügt.

## Allgemeines
Die R 1150 ST wurde im Jahr 2001 vom Modell R 1150 R abgeleitet und im Jahr 2003 in einer weiteren Version an die Rockster angepasst. Die Modelle sind im Wesentlichen baugleich, abgesehen von folgenden technischen Modifikationen der ST:
- Halbschalenverkleidung im Stil der Suzuki GSF 1200 S
- Angepasste Ölkühleraufnahme in der Halbschale integriert
- Doppelscheinwerfer der Suzuki GSF 1200 S
- Lenkkopfwinkel ca. 58° (mit einer Lenkererhöhung kann auf einen veränderten Lenkanschlag verzichtet werden)
- Verkleidungsscheiben der Suzuki GSF 1200 S in vier verschiedenen Ausführungen
- Optionaler Bugspoiler von Gimbel oder Boxerdesign

## Presse
Die Zeitschrift Tourenfahrer testete in der Ausgabe 07/2002 mehrere Verkleidungsumbauten und Scheiben zur Verbesserung der Aerodynamik bei dem Ursprungsmodell R 1150 R. Die Empfehlung wurde dem Umbau der Firma Gimbel zugesprochen, auch wenn sie mit dem damaligen Einführungspreis von 799 Euro nicht Preis-Leistungssieger wurde. Die Leistung überzeugte jedoch, da der ST-Umbau eine vollständige Entlastung der Arme und des Oberkörpers sowie einen Windschutz im Bereich der Bein auch noch bei 180 km/h brachte. Kritikpunkt war, dass trotz des aufwendigen Umbaus keine bebilderte Montageanleitung beilag.

## Wartungshinweis
| Kraftstoff: Super 95 Oktan                   | Verbrauch: 5,5 l/100 km bei 120 km/h         | Tankvolumen: 20,5 Liter      |
| Bohrung: 101 mm                              | Hub: 70,5 mm                                 | Verdichtung: 10,3 : 1        |
| Bereifung vorne: 120/70 ZR 17                | Bereifung hinten: 180/55 ZR 17               | Zuladung: 208 kg             |
| Fahrwerk: mittragende Motor-Getriebe-Einheit | Fahrwerk: mittragende Motor-Getriebe-Einheit | Gewicht (fahrbereit): 244 kg |